# Gabriel Novis Neves
Gabriel Novis Neves (Cuiabá, 6 de julho de 1935) é um médico e professor brasileiro.  Foi reitor da Universidade Federal de Mato Grosso (UFMT) durante dez anos, entre os anos de 1971 e 1981.

## Biografia

### Primeiros anos e formação acadêmica
Neto de Alberto Novis Neves, considerado o primeiro otorrinolaringologista do estado do Mato Grosso e filho do comerciante Olintho Neves, conhecido como Bugre, tradicional bar de Cuiabá, Gabriel na cidade em julho de 1935. É irmão do economista Pedro Novis Neves.
Mudou-se para o Rio de Janeiro, para estudar medicina na Universidade Federal do Rio de Janeiro (UFRJ), onde especializou-se em psicologia médica e obstetrícia.

### Carreira
Retornando à Cuiabá, foi nomeado pelo governador Pedro Pedrossian (ARENA), como secretário da educação do estado de Mato Grosso, cargo que ocupou durante dois anos, entre 1968 e 1970. No ano de 1971, foi designado como primeiro reitor da Universidade Federal de Mato Grosso (UFMT), sendo responsável por toda implementação da universidade, durante um período de 10 anos, até 1981. Entre as fundações de sua gestão, destaca-se o Teatro Universitário da Universidade Federal de Mato Grosso. A cidade universitária do campus de Cuiabá, leva seu nome.
No governo de Júlio Campos (PDS), comandou diversas pastas do governo, sendo secretário do trabalho, da saúde e da casa-civil, entre os anos de 1982 e 1985.
Em 1982, nas eleições estaduais de Mato Grosso, foi eleito suplente de Roberto Campos (PDS) no Senado Federal, após Roberto receber 147.023 votos. No ano de 1985, disputou o cargo de prefeito de Cuiabá, sendo derrotado, em primeiro turno, por Dante de Oliveira (PMDB) – mesmo tendo o apoio do então governador Julio Campos.
No ano de 1995, foi condecorado com a Medalha do Mérito Universitário pela UFMT. Em 2019, foi condecorado na Assembleia Legislativa de Mato Grosso (ALMT), por meio de projeto enviado pelo deputado Carlos Avalone (PSDB), com a Medalha “Lenine Póvoas” honraria concedida pelo mérito cultural de Neves.
Em janeiro de 2022, foi internado durante à Pandemia de COVID-19, foi internado no Hospital Albert Einstein, na cidade de São Paulo.
Mantém uma coluna sobre saúde no jornal O Pantaneiro e um blog chamado Bar do Bugre.